# Bombardamenti di Tokyo
I bombardamenti di Tokyo avvennero nel corso della seconda guerra mondiale dal 1942 all'estate del 1945 e furono condotti esclusivamente dalle forze aeree statunitensi. Causarono immani devastazioni alla capitale nipponica e provocarono centinaia di migliaia di morti.

## Primo raid e bombardamenti successivi

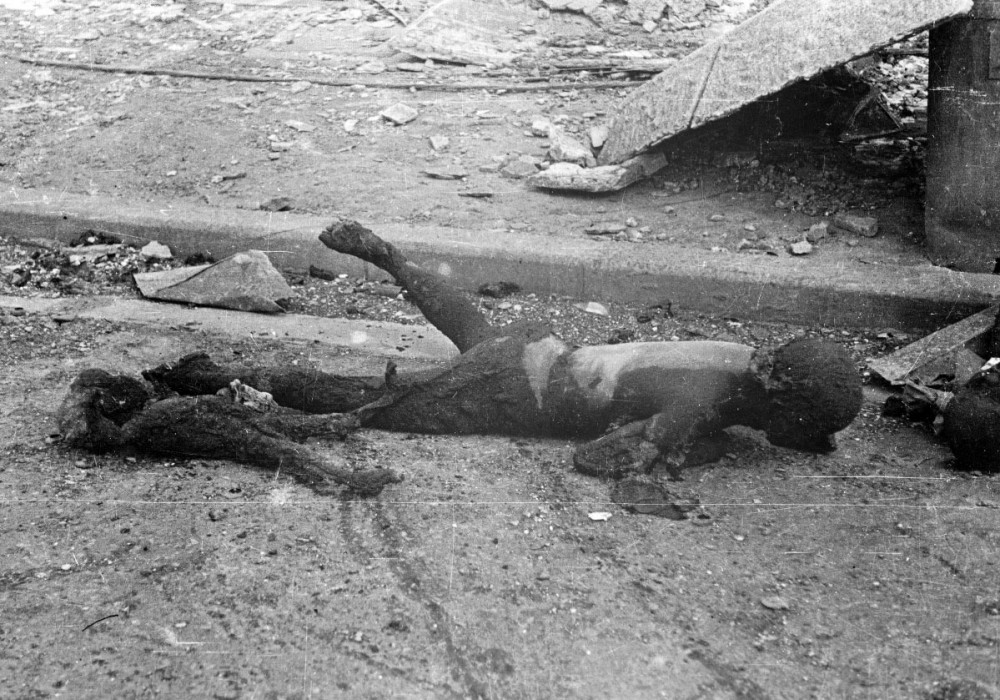
Una madre che stava portando il proprio bambino sulla schiena, che non risulta carbonizzata

Il primo bombardamento su Tokyo fu il cosiddetto "Doolittle raid", condotto il 18 aprile 1942 da sedici North American B-25 Mitchell che, partiti dalla portaerei Hornet, attaccarono alcuni obiettivi a Yokohama e Tokyo. Secondo il piano iniziale i bombardieri si sarebbero diretti sugli aeroporti cinesi dopo l'operazione, ma l'avvistamento precoce da parte di unità giapponesi rese necessario fare partire gli aerei ad una maggiore distanza dalle coste giapponesi; quindi dovettero tutti compiere atterraggi d'emergenza: uno giunse in Unione Sovietica e l'equipaggio venne internato per il resto della guerra in corso, mentre altri due atterrarono nella Cina occupata dall'esercito imperiale. Dal punto di vista dei danni provocati l'effetto fu trascurabile; tuttavia l'incursione rivestì un alto significato di propaganda per gli Stati Uniti. Inoltre il fatto che il suolo giapponese si fosse dimostrato attaccabile svolse un ruolo importante nella decisione di procedere all'azione sulle isole Midway per cercare di neutralizzare la flotta americana.
Negli anni successivi, fu possibile pianificare bombardamenti su larga scala solo dopo che l'avanzata isola dopo isola (il cosiddetto leapfrog) portò all'occupazione di isole poste ad una distanza minore dall'arcipelago nipponico; la svolta chiave si ebbe con la conquista delle Isole Marianne. La chiave di volta per il bombardamento del Giappone fu il Boeing B-29 Superfortress che aveva un'autonomia di 4.260 - 5.230 chilometri in ordine di combattimento: pressoché il 90% delle bombe sganciate sull'arcipelago nipponico furono portate da questo tipo di bombardiere. Le incursioni iniziali partivano da alcuni aeroporti situati nella Cina sud-occidentale, sotto il controllo di Chiang Kai-shek, ma dal novembre 1944 la massima parte degli attacchi vennero lanciati dalle Isole Marianne Settentrionali. I B-29 furono trasferiti nella primavera del 1945 nell'isola di Guam.
La prima incursione di B-29 sul Giappone venne lanciata dalla Cina il 15 giugno 1944. Gli aerei decollarono da Chengdu, distante più di 2.400 chilometri dalle acciaierie di Yawata, obiettivo dell'operazione: tuttavia questa incursione non provocò seri danni. Soltanto quarantasette dei sessantotto B-29 colpirono lo stabilimento, quattro ebbero problemi meccanici, altri quattro precipitarono, sei dovettero scaricare le bombe in mare per problemi meccanici ed altri colpirono obiettivi secondari. Solamente uno dei B-29 venne abbattuto dalle forze aeree giapponesi. La prima incursione dal sud fu lanciata il 24 novembre 1944, quando 88 aerei bombardarono Tokyo. Le bombe furono lanciate da circa 10.000 metri, ma soltanto un 10% colpì gli obiettivi designati.
La scelta della Cina continentale come base di lancio delle incursioni si rivelò poco soddisfacente. Le basi aeree cinesi erano difficili da rifornire dall'India e i B-29 erano dunque costretti a ottimizzare lo spazio interno, usando parte della stiva come serbatoio ausiliare, senza il quale non era possibile raggiungere il Giappone. Soltanto quando l'ammiraglio Chester Nimitz conquistò le Marianne settentrionali e le piste aeree furono rese operative, poterono iniziare delle serie e proficue operazioni di bombardamento.
Come in Europa, l'USAAF operò durante il giorno per una maggior precisione nel colpire gli obiettivi, ma non vennero ottenuti gli scopi principali, cioè distruggere le fabbriche rivolte allo sforzo bellico. La motivazione era dovuta al fatto che i venti spiranti sulle isole giapponesi deviavano la traiettoria di caduta degli ordigni, che non colpivano gli obiettivi designati. Inoltre il programma di bombardamento strategico sperimentato con successo sulla Germania nazista non poteva applicarsi al tessuto urbano giapponese, dove oltre un terzo delle industrie belliche era disperso in case e piccole fabbriche con meno di trenta lavoratori.
Il generale Curtis LeMay, comandante dell XXI Bomber Command, cambiò strategia decidendo per incursioni notturne condotte ad un'altitudine di 1.500 - 2.000 metri; sarebbero state attaccate le principali città quali Tokyo, Nagoya, Osaka e Kōbe: nonostante gli iniziali limitati successi, LeMay persistette nell'adoperare tali tattiche. Inoltre il carico offensivo sarebbe stato costituito da bombe incendiarie. Attacchi su obiettivi strategici sarebbero continuati durante il giorno a livelli di quota meno elevati. Alla fine l'addestramento e le missioni effettuate cominciarono a dare i loro frutti, tanto che le peggiori sofferenze e distruzioni furono da imputarsi agli sconvolgenti attacchi dei B-29, che in più di un'occasione mieterono un numero di vittime superiore a quello cagionato dai bombardamenti atomici di Hiroshima e Nagasaki.

## Bombardamenti

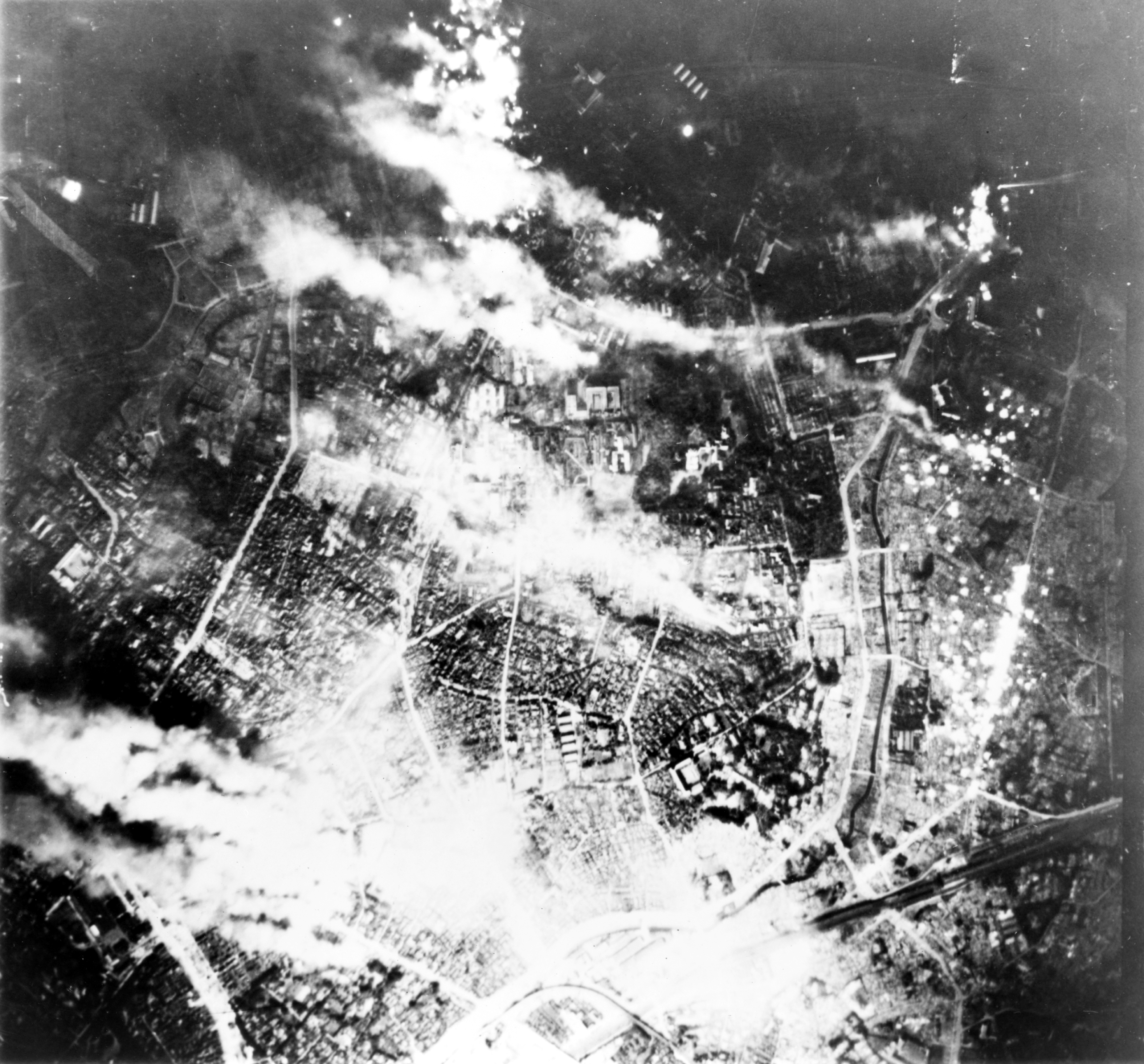
Tokyo in fiamme dopo i bombardamenti del 26 maggio 1945

Un primo bombardamento con ordigni incendiari del genere avvenne su Kobe il 3 febbraio 1945, ed in seguito al successo conseguito venne deciso di proseguire su questa strada: era stato infatti rilevato che le città giapponesi, costruite in buona parte in legno e carta, erano molto vulnerabili a tale tipo di attacco; le condizioni più favorevoli per il successo erano zone con scarsa contraerea ed elevati venti di superficie. Si procedette poi a rimuovere quasi tutte le armi di bordo dei B-29 per economizzare sul carburante e stivare più ordigni possibili.
Il primo di tali incendiari raid su Tokyo avvenne nella notte dal 23 al 24 febbraio, quando 174 B-29 distrussero circa 2,56 km² della città. Nella notte tra il 9 ed il 10 marzo ben 334 B-29 decollati dalle isole Marianne si diressero su Tokyo al comando del generale di brigata Thomas S. Power. Robert Guillain, un giornalista francese che viveva nella capitale e che fu testimone dell'attacco, lo descrisse in questi termini:
(Robert Guillain)
Dopo due ore di bombardamenti Tokyo era avvolta in una tempesta di fuoco, che sprigionò tanto calore da far incendiare spontaneamente gli abiti delle persone e le acconciature delle donne. L'Ufficio di Storia giapponese di Tokyo stabilì che 72.489 giapponesi caddero sotto i bombardamenti della città. I danni e le vittime provocati furono i più alti mai realizzati fino ad allora in una singola azione: vennero distrutti circa 41 km² della città; in particolare la sorte peggiore toccò alla porzione urbana a est del palazzo imperiale. Nelle due settimane successive vi furono almeno altre 1.600 incursioni contro le quattro maggiori città che distrussero 80 km² con la perdita di solo 22 aerei. Vi fu poi un terzo raid su Tokyo il 26 maggio.
I raid con il napalm furono affiancati anche da attacchi che facevano uso di bombe tradizionali ad alto potere distruttivo. Con la presa di Okinawa, l'8ª Squadra aerea venne trasferita lì dall'Europa ed iniziò le sue incursioni. L'intensità dei bombardamenti crebbe così mese dopo mese passando da 13.800 tonnellate a marzo alle 42.700 a luglio e si era stabilito di arrivare a 115.000 tonnellate in ognuno dei mesi successivi.

## Le critiche

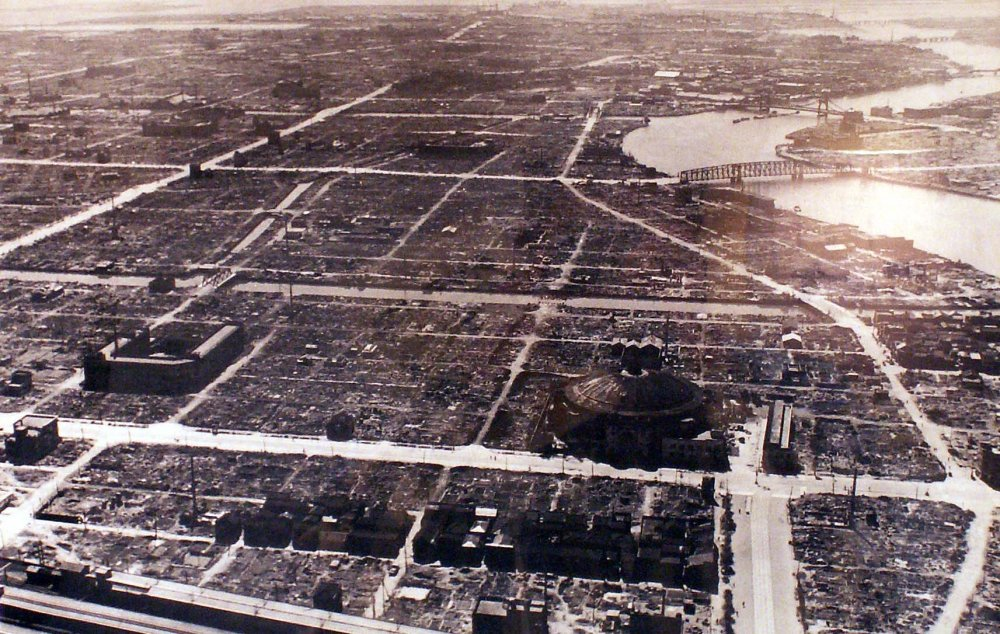
La devastazione lasciata dal bombardamento del marzo 1945

Diversamente dall'attacco nucleare contro Hiroshima e Nagasaki, inteso almeno parzialmente come sprone alla resa incondizionata del Giappone, i bombardamenti al napalm causarono più morti tra i civili ed erano intesi come una strategia a lungo termine avente lo scopo di prostrare la popolazione, colpire gravemente l'industria bellica giapponese e minare la volontà del governo nipponico di lottare a oltranza: con simili obiettivi e la guerra totale in corso le perdite subite dai civili vennero considerate accettabili dall'amministrazione statunitense. Dopo la fine della seconda guerra mondiale vi furono alcuni che espressero dubbi sulla moralità dei bombardamenti e il generale LeMay osservò: "Presumo che se avessi perso la guerra, sarei stato processato come un criminale di guerra."
Egli continuò comunque ad affermare che i bombardamenti avrebbero salvato molte vite di entrambi i contendenti, perché avrebbero indotto il Giappone a deporre le armi ed evitato la programmata invasione anfibia. L'ex primo ministro giapponese Fumimaro Konoe ebbe a dire che l'accettazione della resa sarebbe stata determinata dai prolungati bombardamenti su Tokyo. Più recentemente, lo storico Tsuyoshi Hasegawa ha argomentato in Racing the Enemy (Cambridge: Harvard UP, 2005) che il principale fattore della resa nipponica sia da ricercare non nelle armi atomiche o nei reiterati attacchi aerei, bensì nella denuncia sovietica del patto di non aggressione siglato nel 1941 con il conseguente timore di una guerra contro l'Unione Sovietica. La spiegazione ufficiale, secondo la quale i sanguinosi raid erano giustificati dall'intento di salvare la vita ai soldati statunitensi e Alleati, è stata oggetto di aspri dibattiti nel successivo dopoguerra.
Durante il conflitto si desistette dallo sganciare un ordigno nucleare sulla capitale Tokyo, dal momento che la città nell'agosto 1945 era già stata completamente distrutta dai precedenti bombardamenti incendiari.